# میهائلا پنش
میهائلا پنش (رومانیایی: Mihaela Peneș؛ زادهٔ ۲۲ ژوئیه ۱۹۴۷) پرتاب‌گر نیزه زن اهل رومانی بود.
وی در مسابقات کشوری و بین‌المللی در مجموع برندهٔ ۲ مدال طلا، ۲ مدال نقره شده‌است.